# Првань
Првань (серб. Првањ, босн. Prvanj) — населенный пункт (деревня) в общине Чайниче, который принадлежит энтитету Республике Сербской, Босния и Герцеговина. По результатам югославской переписи населения 1991 года в Прване проживало 130 человек.

## Население
В населении деревни преобладают мусульмане (боснийцы), также проживает небольшое количество сербов.
| 1991                           | - | - | - | - | - | - |
| ------------------------------ | - | - | - | - | - | - |
| 130                            | - | - | - | - | - | - |
| Гистограмма динамики населения |   |   |   |   |   |   |

### Национальный состав населения
На 1991 год:
- сербы — 7 человек (5,38 %);
- хорваты — 0 человек (0,00 %);
- боснийцы — 123 человека (94,62 %);
- югославы — 0 человек (0,00 %);
- другие и неизвестно — 0 человек (0,00 %).

### Религиозный состав населенния
На 1991 год:
- мусульмане — 123 человека (94,62 %);
- христиане — 7 человек (5,38 %);
- другие и неизвестно — 0 человек (0,00 %).